# Fever (album Kylie Minogue)
Fever – ósmy album australijskiej piosenkarki popowej Kylie Minogue, pochodzący z 2001 roku. Stanowi on połączenie elementów muzyki disco oraz nowoczesnej muzyki elektropop. Płyta była także wydana w 2002 roku w Ameryce Północnej, m.in. przez wytwórnię płytową Parlophone. Album sprzedał się do tej pory w 9 milionach egzemplarzy na całym świecie.

## Lista utworów
1. „More More More” (Tommy D, Liz Winstanley) – 4:42
2. „Love at First Sight” (Kylie Minogue, Richard Stannard, Julian Gallagher, Ash Howes, Martin Harrigton) – 3:59
3. „Can't Get You Out of My Head” (Cathy Dennis, Rob Davis) – 3:51
4. „Fever” (Greg Fitzgerald, Tom Nichols) – 3:31
5. „Give It to Me” (Kylie Minogue, Mark Picchiotti, Steve Anderson) – 2:50
6. „Fragile” (Rob Davis) – 3:46
7. „Come into My World” (Cathy Dennis, Rob Davis) – 4:31
8. „In Your Eyes” (Kylie Minogue, Richard Stannard, Julian Gallagher, Ash Howes, Mimi Tachikawa) – 3:20
9. „Dancefloor” (Cathy Dennis, Steve Anderson) – 3:25
10. „Love Affair” (Kylie Minogue, Richard Stannard, Julian Gallagher, Mimi Tachikawa) – 3:49
11. „Your Love” (Kylie Minogue, Pascal Gabriel, Paul Statham) – 3:49
12. „Burning Up” (Greg Fitzgerald, Tom Nichols) – 3:59

### Bonusy
1. „Tightrope” (Kylie Minogue, Pascal Gabriel, Paul Steinberg) – dodatek do płyty w Australii
2. „Boy” (Kylie Minogue, Richard Stannard, Julian Gallagher) – dodatek do płyty w USA
3. „Butterfly” – dodatek do płyty w USA

## Informacje o albumie
Pierwszym i najbardziej sukcesywnym singlem z płyty była piosenka Can't Get You Out of My Head, która osiągnęła pierwsze miejsca na australijskich i w większości europejskich list przebojów. Sklepy sprzedały wtedy około miliona płyt w samej Wielkiej Brytanii. Wiele płyt zostało zakupionych po trasie koncertowej – Kylie Fever Tour. To zapoczątkowało sukces i najwyższe noty piosenek na listach w USA, Australii czy Kanadzie.
Istnieją 3 różne okładki wydania albumu. Oryginalna strona tytułowa ukazuje Kylie w białym stroju, podpierającą się o ścianę i trzymającą w ręku mikrofon. W edycji azjatyckiej oraz amerykańskiej ukazany jest portret Kylie z naszyjnikiem w ustach. Ten wzór albumu jest dostępny również w Kanadzie. Płyty z bonusami są podobne projektem do pierwszego wydania, różni się tylko ubiorem Kylie.
Album w wielu krajach znalazł się w pierwszych piątkach lub dziesiątkach list najlepszych albumów. W Wielkiej Brytanii i Australii przez około 75 tygodni płyta znajdowała się na pierwszym miejscu i osiągnęła 7 razy platynowy status. W Stanach Zjednoczonych utrzymywała się na 3. miejscu przez 45 tygodni, a w Kanadzie przez krótki czas zajmowała 10. miejsce. „Fever” jest płytą, która przyniosła Kylie ogromny sukces i rozgłos.
W Polsce nagrania uzyskały certyfikat złotej płyty.